# Чеславув (Лодзинське воєводство)
Чеславув (пол. Czesławów) — село в Польщі, у гміні Жихлін Кутновського повіту Лодзинського воєводства.
Населення — 105 осіб (2011).
У 1975-1998 роках село належало до Плоцького воєводства.

## Демографія
Демографічна структура станом на 31 березня 2011 року:
|          | Загалом | Допрацездатний вік | Працездатний вік | Постпрацездатний вік |
| -------- | ------- | ------------------ | ---------------- | -------------------- |
| Чоловіки | 51      | 10                 | 36               | 5                    |
| Жінки    | 54      | 5                  | 35               | 14                   |
| Разом    | 105     | 15                 | 71               | 19                   |